# Championnat de Roumanie de football 2022-2023
Navigation
Liga I 2021-2022 Liga I 2023-2024
La saison 2022-2023 du championnat de Roumanie de football est la 105e édition de la première division roumaine.
Dans un premier temps les seize équipes s'affrontent au sein d'une poule unique, où chaque club rencontre tous ses adversaires deux fois, à domicile et à l'extérieur, pour un total de 30 matchs chacun. À l'issue de cette première phase, la compétition est divisée en deux : les six meilleures équipes étant placées au sein de la poule pour le titre, où est déterminé le vainqueur du championnat ainsi que les qualifications européennes, tandis que les dix derniers intègrent le groupe pour la relégation, servant à déterminer les clubs relégués. Les équipes du premier groupe se rencontrent à nouveau deux fois tandis que celles du deuxième groupe s'affrontent une seule fois, pour un total respectif de 10 et 9 matchs chacun. À l'issue de la deuxième phase, le vainqueur du groupe pour le titre est sacré champion de Roumanie tandis que les deux derniers du groupe pour la relégation sont directement relégués en deuxième division et remplacés par les deux premiers de cette dernière compétition, les 13e et 14e disputent un barrage de maintien contre des équipes de deuxième division pour tenter de se maintenir.
Trois places européennes sont attribuées par le biais du championnat en début de saison : le premier du championnat se qualifiant pour le premier tour de qualification de la Ligue des champions 2023-2024 tandis que le deuxième et le vainqueur des barrages obtiennent une place pour le deuxième tour de qualification de la Ligue Europa Conférence 2023-2024. Une autre place pour la Ligue Europa Conférence est attribuée par le biais de la Coupe de Roumanie 2022-2023. Si le vainqueur de cette dernière compétition est déjà qualifié en coupe d'Europe par un autre biais, sa place est alors réattribuée au quatrième du championnat.

## Participants
Légende des couleurs
- Premier tour de qualification de la Ligue des champions 2022-2023
- Deuxième tour de qualification de la Ligue Europa Conférence 2022-2023
- Promu de deuxième division

| Club                  | Présent depuis | Classement 2021-2022 | Stade                                | Capacité théorique |
| --------------------- | -------------- | -------------------- | ------------------------------------ | ------------------ |
| CFR Cluj              | 2004           | 1                    | Stade Docteur-Constantin-Rădulescu   | 23 500             |
| FCSB                  | 1947           | 2                    | Arena Națională                      | 55 634             |
| Universitatea Craiova | 2014           | 3                    | Stade Ion-Oblemenco                  | 30 929             |
| FC Voluntari          | 2015           | 4                    | Stade Anghel-Iordănescu              | 4 600              |
| Farul Constanța       | 2012           | 5                    | Stade Central-Academia Gheorghe Hagi | 4 554              |
| Argeș Pitești         | 2020           | 6                    | Stade Nicolae Dobrin                 | 15 600             |
| Sepsi Sfântu Gheorghe | 2017           | 7                    | Stade Sepsi                          | 8 800              |
| FC Botoșani           | 2013           | 8                    | Stade municipal de Botoșani          | 7 782              |
| Rapid Bucarest        | 2021           | 9e                   | Superbet Arena-Giulești              | 14 050             |
| FC U Craiova 1948     | 2021           | 10e                  | Stade Ion-Oblemenco                  | 30 929             |
| UTA Arad              | 2020           | 11                   | Stade Francisc von Neuman            | 8 500              |
| CS Mioveni            | 2021           | 12e                  | Stade Orăsenesc de Mioveni           | 10 000             |
| Chindia Târgoviște    | 2018           | 13                   | Stade Ilie Oană                      | 15 097             |
| Petrolul Ploiești     | 2022           | 1er D2               | Stade Ilie Oană                      | 15 097             |
| FC Hermannstadt       | 2022           | 2e D2                | Stade Gaz Metan                      | 7 814              |
| FC Universitatea Cluj | 2022           | 3e D2                | Cluj Arena                           | 30 201             |

- FC Hermannstadt joue ses matchs à domicile au stade de Gaz Metan, son stade étant en travaux.
- Chindia Târgoviște joue ses matchs à domicile au Stade Ilie Oană, son stade étant en travaux.

## Règlement
Le classement est établi suivant le barème de points classique, une victoire valant trois points, un match nul un seul et une défaite aucun.
En cas d'égalité de points, les équipes concernées sont dans un premier temps départagées sur la base de résultats en confrontations directes (points, différence de buts et nombre de buts marqués), suivi de la différence générale et enfin du nombre de buts marqués.
Lors de la deuxième phase, en cas d'égalité de points, les points au total sans arrondis à la suite de la division par deux entre les deux phases sont le premier critère de départage, puis le nombre de points lors de la première phase.

## Phase régulière

### Classement
| Rang | Équipe                          | Pts  | J  | G  | N  | P  | Bp | Bc | Diff |
| ---- | ------------------------------- | ---- | -- | -- | -- | -- | -- | -- | ---- |
| 1    | FC Farul Constanța              | 64   | 30 | 19 | 7  | 4  | 54 | 28 | +26  |
| 2    | CFR Cluj T                      | 63   | 30 | 20 | 3  | 7  | 54 | 28 | +26  |
| 3    | FCSB                            | 57   | 30 | 17 | 6  | 7  | 51 | 35 | +16  |
| 4    | CS Universitatea Craiova        | 54   | 30 | 16 | 6  | 8  | 37 | 27 | +10  |
| 5    | FC Rapid Bucarest               | 52   | 30 | 15 | 7  | 8  | 40 | 26 | +14  |
| 6    | ACS Sepsi OSK Sfântu Gheorghe S | 42   | 30 | 11 | 9  | 10 | 47 | 30 | +17  |
| 7    | FC U Craiova 1948               | 40   | 30 | 11 | 7  | 12 | 34 | 33 | +1   |
| 8    | FC Petrolul Ploiești P          | 36   | 30 | 11 | 3  | 16 | 28 | 44 | -16  |
| 9    | FC Universitatea Cluj P         | 34   | 30 | 8  | 10 | 12 | 25 | 37 | -12  |
| 10   | FC Voluntari                    | 34   | 30 | 8  | 10 | 12 | 28 | 32 | -4   |
| 11   | FC Botosani                     | 32   | 30 | 7  | 11 | 12 | 29 | 44 | -15  |
| 12   | AFC Chindia Târgoviște          | 32   | 30 | 7  | 11 | 12 | 32 | 42 | -10  |
| 13   | FC Hermannstadt P               | 32-9 | 30 | 11 | 8  | 1  | 30 | 29 | +1   |
| 14   | FC Argeș Pitești                | 27   | 30 | 6  | 9  | 15 | 21 | 41 | -20  |
| 15   | UTA Arad                        | 27   | 30 | 6  | 9  | 15 | 29 | 41 | -12  |
| 16   | CS Mioveni                      | 22   | 30 | 4  | 10 | 16 | 23 | 45 | -22  |

Qualifications
- 1er au 6e : groupe championnat
- 7e au 16e : groupe relégation

Abréviations

### Résultats
| Résultats (▼dom., ►ext.)                                   | ARG | BOT | CFR | CHI | FAR | FCS | FCU | HER | MIO | PET | RAP | SPS | UCJ | UCV | UTA | VOL |
| Argeș Pitești                                              |     | 0-2 | 0-1 | 2-1 | 0-0 | 1-2 | 0-2 | 0-1 | 2-2 | 0-1 | 1-1 | 0-5 | 3-1 | 1-0 | 2-0 | 0-0 |
| FC Botosani                                                | 0-0 |     | 1-1 | 3-2 | 1-1 | 2-3 | 1-0 | 0-0 | 1-1 | 5-0 | 1-2 | 1-1 | 1-1 | 1-0 | 1-2 | 0-1 |
| CFR Cluj                                                   | 3-1 | 0-1 |     | 2-0 | 1-3 | 0-1 | 3-1 | 0-1 | 4-2 | 1-0 | 1-0 | 2-1 | 4-0 | 2-0 | 2-1 | 4-0 |
| Chindia Târgoviște                                         | 1-1 | 2-2 | 0-2 |     | 1-1 | 0-2 | 0-0 | 1-1 | 1-0 | 2-3 | 2-1 | 1-2 | 2-2 | 1-1 | 2-1 | 1-1 |
| Farul Constanța                                            | 3-0 | 8-0 | 0-3 | 0-0 |     | 3-1 | 2-1 | 0-0 | 2-1 | 2-0 | 2-1 | 2-0 | 2-0 | 2-1 | 2-0 | 2-1 |
| FCSB                                                       | 3-2 | 1-0 | 0-1 | 3-2 | 2-3 |     | 1-1 | 2-2 | 5-1 | 4-1 | 3-1 | 1-0 | 1-1 | 1-1 | 2-1 | 1-1 |
| FC U Craiova 1948                                          | 1-0 | 1-0 | 3-1 | 0-1 | 1-2 | 0-2 |     | 1-1 | 2-1 | 0-1 | 1-0 | 1-0 | 5-0 | 1-2 | 1-1 | 2-1 |
| FC Hermannstadt                                            | 1-1 | 1-1 | 2-3 | 0-1 | 4-0 | 0-1 | 1-0 |     | 3-0 | 2-1 | 0-2 | 1-2 | 0-1 | 1-0 | 0-0 | 2-1 |
| CS Mioveni                                                 | 0-1 | 0-0 | 0-1 | 2-0 | 0-2 | 1-1 | 2-2 | 0-2 |     | 1-0 | 0-0 | 1-1 | 0-1 | 0-1 | 1-1 | 0-3 |
| Petrolul Ploiești                                          | 2-0 | 2-1 | 2-5 | 1-2 | 1-3 | 0-2 | 1-1 | 2-0 | 0-0 |     | 1-0 | 1-1 | 2-0 | 0-1 | 2-1 | 0-1 |
| Rapid Bucarest                                             | 2-1 | 1-1 | 2-1 | 2-0 | 1-1 | 2-0 | 1-2 | 0-1 | 2-1 | 3-1 |     | 3-0 | 1-0 | 2-2 | 1-0 | 4-1 |
| Sepsi OSK                                                  | 4-0 | 7-0 | 2-2 | 2-2 | 0-1 | 0-1 | 4-0 | 2-1 | 0-1 | 2-0 | 1-2 |     | 2-1 | 0-1 | 0-0 | 1-1 |
| Universitatea Cluj                                         | 1-1 | 1-0 | 1-2 | 1-0 | 2-0 | 2-1 | 1-1 | 1-0 | 2-2 | 0-1 | 0-0 | 0-1 |     | 1-1 | 0-0 | 2-1 |
| Universitatea Craiova                                      | 1-0 | 1-0 | 2-0 | 3-0 | 4-3 | 2-1 | 0-2 | 2-0 | 1-0 | 2-1 | 0-1 | 2-2 | 1-0 |     | 2-1 | 1-1 |
| UTA Arad                                                   | 0-1 | 3-1 | 1-1 | 1-1 | 0-1 | 3-1 | 2-1 | 1-2 | 1-2 | 2-0 | 1-1 | 1-4 | 2-1 | 1-2 |     | 1-1 |
| FC Voluntari                                               | 0-0 | 0-1 | 0-1 | 0-3 | 1-1 | 1-2 | 1-0 | 3-0 | 3-1 | 0-1 | 0-1 | 0-0 | 0-0 | 1-0 | 3-0 |     |
| - Victoire à domicile - Match nul - Victoire à l'extérieur |     |     |     |     |     |     |     |     |     |     |     |     |     |     |     |     |

## Deuxième phase
À l'issue de la première phase, les équipes sont divisées en deux groupes. Les six premiers au classement sont ainsi intégrés au groupe championnat, dans lequel sont déterminés le vainqueur de la compétition ainsi que la répartition des places européennes, tandis que les dix derniers sont placés dans le groupe relégation, qui sert à déterminer les équipes reléguées et les qualifiés pour les barrages européens.
Les équipes se rencontrent à nouveau à deux reprises, une fois à domicile et à l'extérieur, pour le groupe championnat, tandis que les équipes du groupe relégation s'affrontent une seule fois. Les règles de classification demeurent les mêmes.

### Groupe championnat
| Rang | Équipe                | Pts | J  | G | N | P | Bp | Bc | Diff |
| ---- | --------------------- | --- | -- | - | - | - | -- | -- | ---- |
| 1    | Farul Constanța       | 53  | 10 | 6 | 3 | 1 | 22 | 13 | +9   |
| 2    | FCSB                  | 46  | 10 | 5 | 2 | 3 | 15 | 15 | 0    |
| 3    | CFR Cluj T            | 42  | 10 | 2 | 4 | 4 | 11 | 14 | -3   |
| 4    | Universitatea Craiova | 40  | 10 | 3 | 4 | 3 | 15 | 14 | +1   |
| 5    | Rapid Bucarest        | 38  | 10 | 3 | 3 | 4 | 17 | 20 | -3   |
| 6    | Sepsi OSK C           | 29  | 10 | 2 | 2 | 6 | 10 | 14 | -4   |

Qualifications européennes
Ligue des champions 2023-2024
- 1er : premier tour de qualification

Ligue Europa Conférence 2023-2024
- 2e et C : deuxième tour de qualification
- 3e : barrages européens

Abréviations
| Résultats (▼dom., ►ext.)                                   | FAR | CFR | FCS | CRA | RAP | SPS |
| Farul Constanța                                            |     | 1-0 | 3-2 | 3-2 | 7-2 | 2-1 |
| CFR Cluj                                                   | 1-2 |     | 1-1 | 1-1 | 2-2 | 2-1 |
| FCSB                                                       | 2-1 | 1-0 |     | 1-1 | 1-5 | 3-1 |
| Universitatea Craiova                                      | 1-1 | 1-1 | 1-2 |     | 3-1 | 0-1 |
| Rapid Bucarest                                             | 1-1 | 3-1 | 1-0 | 2-3 |     | 0-0 |
| Sepsi OSK                                                  | 1-1 | 1-2 | 1-2 | 1-2 | 2-0 |     |
| - Victoire à domicile - Match nul - Victoire à l'extérieur |     |     |     |     |     |     |

### Groupe relégation
| Rang | Équipe                 | Pts | J | G | N | P | Bp | Bc | Diff |
| ---- | ---------------------- | --- | - | - | - | - | -- | -- | ---- |
| 7    | FC U Craiova 1948      | 36  | 9 | 4 | 4 | 1 | 13 | 7  | +6   |
| 8    | FC Petrolul Ploiești P | 34  | 9 | 5 | 1 | 3 | 9  | 9  | 0    |
| 9    | FC Voluntari           | 34  | 9 | 4 | 5 | 0 | 17 | 11 | +6   |
| 10   | Universitatea Cluj P   | 33  | 9 | 5 | 1 | 3 | 12 | 9  | +3   |
| 11   | FC Hermannstadt P      | 31  | 9 | 4 | 3 | 2 | 10 | 7  | +3   |
| 12   | FC Botosani            | 31  | 9 | 4 | 3 | 2 | 10 | 5  | +5   |
| 13   | UTA Arad               | 26  | 9 | 3 | 3 | 3 | 10 | 9  | +1   |
| 14   | Argeș Pitești          | 24  | 9 | 3 | 1 | 5 | 10 | 11 | -1   |
| 15   | Chindia Târgoviște     | 23  | 9 | 2 | 1 | 6 | 7  | 12 | -5   |
| 16   | CS Mioveni             | 12  | 9 | 0 | 0 | 9 | 1  | 19 | -18  |

Qualifications européennes
Ligue Europa Conférence 2023-2024
- 4e et 5e : barrages européens

Relégation en 2e division
- 13e et 14e : barrages de relégation
- 15e et 16e : relégation

Abréviations
| Résultats (▼dom., ►ext.)                                   | FCU | VOL | PET | HER | UCJ | BOT | CHI | ARG | UTA | MIO |
| FC U Craiova 1948                                          |     | 3-3 | 0-1 |     |     |     | 1-0 | 2-1 |     | 3-0 |
| FC Voluntari                                               |     |     | 2-2 | 1-1 |     | 2-0 |     |     | 1-1 | 1-0 |
| FC Petrolul Ploiești                                       |     |     |     | 0-1 | 0-2 | 1-0 |     |     | 1-0 | 2-0 |
| FC Hermannstadt                                            | 0-0 |     |     |     | 1-2 | 1-1 |     | 2-1 |     |     |
| Universitatea Cluj                                         | 1-3 | 2-3 |     |     |     |     | 2-0 | 2-0 |     | 1-0 |
| FC Botosani                                                | 0-0 |     |     |     | 0-0 |     | 1-0 | 1-0 |     | 5-1 |
| AFC Chindia Târgoviște                                     |     | 2-2 | 1-2 | 1-2 |     |     |     |     | 2-1 |     |
| FC Argeș Pitești                                           |     | 0-2 | 3-0 |     |     |     | 1-0 |     | 2-2 |     |
| UTA Arad                                                   | 1-1 |     |     | 1-0 | 2-0 | 0-2 |     |     |     |     |
| CS Mioveni                                                 |     |     |     | 0-2 |     |     | 0-1 | 0-2 | 0-2 |     |
| - Victoire à domicile - Match nul - Victoire à l'extérieur |     |     |     |     |     |     |     |     |     |     |

### Barrages européens
Les 7e et 8e s'affrontent en demi-finale avant d'affronter en finale des barrages le 3e pour une place en Ligue Europa Conférence 2023-2024. Le Petrolul Ploiești, 8e, n'ayant pas obtenu de licence UEFA, c'est le 9e du championnat qui accède en demi-finale.
| Match       | Équipe 1          | Résultat           | Équipe 2             |
| ----------- | ----------------- | ------------------ | -------------------- |
| Demi-finale | FC U Craiova 1948 | 3 - 3 ap 5 - 4 tab | FC Petrolul Ploiești |
| Finale      | CFR Cluj          | 1 - 0 ap           | FC U Craiova 1948    |

Légende des couleurs
- Qualifié pour la finale des barrages européens.
- Qualification pour le deuxième tour de qualification de la Ligue Europa Conférence 2023-2024.

### Barrages de relégation
Les 13e et 14e de première division affrontent les 4e et 5e de deuxième division.
| Équipe                  | Aller | Total | Retour | Équipe                |
| ----------------------- | ----- | ----- | ------ | --------------------- |
| FC Gloria Buzău (D2)    | 0 - 0 | 1 - 5 | 1 - 5  | UTA Arad (D1)         |
| FC Dinamo Bucarest (D2) | 6 - 1 | 8 - 5 | 2 - 4  | FC Argeș Pitești (D1) |

Légende des couleurs
- Le club se maintient en première division.
- Promotion en première division.
- Le club reste en deuxième division.
- Relégation en deuxième division.

## Bilan de la saison
| Championnat de Roumanie de football 2022-2023                        |                                |
| Champion                                                             | FC Farul Constanța (1er titre) |
| Dauphin                                                              | FCSB                           |
| Coupes et trophées                                                   |                                |
| Vainqueur de la Coupe de Roumanie 2022-2023                          | ACS Sepsi OSK Sfântu Gheorghe  |
| Vainqueur de la Supercoupe de Roumanie 2022                          | ACS Sepsi OSK Sfântu Gheorghe  |
| Qualifications continentales                                         |                                |
| Ligue des champions 2023-2024                                        | FC Farul Constanța             |
| Ligue Europa Conférence 2023-2024                                    | ACS Sepsi OSK Sfântu Gheorghe  |
| Ligue Europa Conférence 2023-2024                                    | FCSB                           |
| Ligue Europa Conférence 2023-2024                                    | CFR Cluj                       |
| Promotions et relégations                                            |                                |
| Promus en Championnat de Roumanie de football                        | FC Politehnica Iași            |
| Promus en Championnat de Roumanie de football                        | SC Oțelul Galați               |
| Promus en Championnat de Roumanie de football                        | FC Dinamo Bucarest             |
| Relégués en Championnat de Roumanie de football de deuxième division | CS Mioveni                     |
| Relégués en Championnat de Roumanie de football de deuxième division | AFC Chindia Târgoviște         |
| Relégués en Championnat de Roumanie de football de deuxième division | FC Argeș Pitești               |